# Pilar Soto
Pilar Soto (Madrid, 23 d'octubre de 1979) és una presentadora de televisió i actriu espanyola. També ha treballat com a directora, guionista i co-productora de programes de televisió. El 2017 va publicar un llibre sobre la seva conversió al catolicisme.

## Biografia
Va començar la seva carrera el 1994, de la mà de Laura Valenzuela a Date un respiro, en (Telecinco), que aviat compagina treballant com a pianista, a Hablando Se Entiende La Basca, amb Jesús Vázquez, i després co-presenta La Ruleta de la Fortuna, també amb Jesús Vázquez Martínez. Continua a La Cistella com a actriu-pianista i presenta el seu primer programa en solitari: La Tarde Es Joven. Decideix ampliar els seus estudis i es marxa a Londres el 1996, on comença a treballar com a model per a l'agència Crawfords i, a la tornada, torna a Telecinco incorporant-se a la sèrie Al salir de clase el 1998, on va interpretar a Pamela.
A partir d'aquest moment va anar adquirint fama i va presentar Peque Prix de La 1; el 1998, va copresentar El Grand Prix del verano amb Ramón García; el 1999, i Mundo Musical a TVE Internacional. Entre 1999 i 2001 col·labora a Telepasión española, i en els anys 2000 i 2001 va continuar la seva carrera al capdavant de la pantalla amb el programa Mamma Mía de Telemadrid, moment en què també presenta les Campanadas de final d'any. Torna a la 1 i presenta In Franganti i gal·les com Te vas a enamorar protagonitzant, a més, portades de diverses publicacions i essent imatge de campanyes publicitàries per a marques com Porsche. Entre l'any 2000 i 2003 compagina el seu treball de presentadora amb el d'actriu en la serie Paraíso de la 1, on va interpretar a Cristina, paper protagonista. A la tardor de 2003 va fer les seves primeres incursions al món del teatre, a la Casa de Galícia i el Cercle de Belles arts. També va participar en dues pel·lícules: Menys és més (1998) i Sota aigües tranquil·les (2005).
El 2004, va participar com a concursant a La Isla de los famosos, però va ser expulsada per l'audiència la segona setmana. Després de la seva participació en aquest reality, es va allunyar de la pantalla petita a causa dels seus problemes d'alimentació i es va traslladar als Estats Units d'Amèrica i Mèxic, on va començar el seu procés de conversió. En 2007, ja a Espanya, comença a treballar en Popular TV fins a 2008, any en el qual parla públicament de la seva conversió i de com va estar a la vora de la mort. L'any 2009 va fitxar per Intereconomía Televisión on, fins a 2013, treballa com a directora, guionista, i presentadora de la Partytura, Colócate, Click TV i Convidium i col·labora i co-presenta altres programes com No me lo quiero creer. Durant la temporada 2015-2016 col·labora al programa Fin de setmana de COPE. Torna de nou a Mediaset España Comunicación, 18 anys després, per concursar en el reality Sálvame Snow Week i així fer-se amb una plaça de col·laboradora a Sálvame, però resulta eliminada.

## Obra
- Soto, P. Conversión. 2017. Editorial Sekotia. ISBN 9788416921218.